# Зарайское викариатство
Зара́йское викариа́тство — викариатство Коломенской епархии Русской православной церкви. Поименовано по городу Зарайску Московской области.
Учреждена постановлением Патриарха Московского и всея Руси Алексия I и Священного Синода от 25 ноября 1965 года. После этого Епископы Зарайские являлись помощниками Патриарха Московского и всея Руси. Однако избранный 26 июля 2012 года епископом Зарайским Константин (Островский) стал викарием Московской (областной) епархии. С 13 апреля 2021 года епископ Зарайский — викарий митрополита Крутицкого и Коломенского, епархиального архиерея Коломенской епархии, с 25 августа 2022 года — викарий патриарха Московского и всея Руси .

## Архиереи
Зарайское викариатство Московской епархии
- Ювеналий (Поярков) (26 декабря 1965 — 20 марта 1969)
- Хризостом (Мартишкин) (23 апреля 1972 — 3 сентября 1974)
- Иов (Тывонюк) (3 января 1975 — 30 ноября 1988)
- Алексий (Кутепов) (1 декабря 1988 — 20 июля 1990)
- Павел (Пономарёв) (22 марта 1992 — 29 декабря 1999)
- Меркурий (Иванов) (6 февраля 2000 — 27 июля 2011)
- Константин (Островский) (12 августа 2012 — 13 апреля 2021)

Зарайское викариатство Коломенской епархии
- Константин (Островский) (13 апреля 2021 — 25 августа 2022)

Зарайское викариатство Московской епархии
- Константин (Островский) (25 августа 2022 — 24 июля 2025)